# Рогов, Александр Гаврилович
Александр Гаврилович Рогов (7 августа 1855 — 1917) — генерал-майор Российской императорской армии; участник Первой мировой войны. Кавалер четырех орденов.

## Биография
Родился 7 августа 1855 года. По вероисповеданию — православный. Окончил 2-ю военную гимназию.
В императорской армии с 3 сентября 1873 года . Окончил 2-е военное Константиновское училище.4 августа 1875 года получил чин подпоручика и был зачислен в лейб-гвардии Преображенский полк. 30 января 1877 года был переведен в чин прапорщика. 29 июня 1877 года получил чин поручика с переводом из гвардии. 18 февраля 1881 года получил чин штабс-капитана. Был переведен в кавалерию. 14 апреля 1882 года получил чин штабс-ротмистра. С 15 апреля 1891 года участковый пристав  Петербургской столичной полиции. 21 апреля 1891 года получил чин ротмистра. 26 февраля 1898 года получил чин подполковника, с формулировкой «за отличие». 2 января 1908 года получил чин полковника, с формулировкой «за отличие». По состоянию на 1 августа 1916 года находился в том же чине и в той же должности. 5 мая 1917 года был произведен в чин генерал-майора и уволен со службы из-за болезни.
По имеющимся источникам дата и место смерти остаются неизвестными.

## Награды
- Орден Святого Владимира 3-й степени (1 сентября 1915) — за труды по мобилизации 1914 года [1];
- Орден Святого Владимира 4-й степени (1912)[1];
- Орден Святой Анны 2-й степени (1905)[1];
- Орден Святого Станислава 2-й степени (1901)[1].